# The Test (film 1916 Fitzmaurice)
The Test è un film muto del 1916 diretto da George Fitzmaurice. La sceneggiatura si basa su un lavoro teatrale di R. E. McGlinn e J. Quinlan, di cui non si conoscono date di produzione.

## Trama
Preso con le mani nel sacco a causa di un assegno, Richard Tretman cede al ricatto del suo capo, il ricco albergatore Arthur Thome, che promette di non denunciarlo se sua moglie Emma si recherà da lui, nel suo appartamento. Thome, però, non mantiene la sua promessa e fa arrestare l'impiegato che finisce in carcere. Emma, rimasta senza mezzi, è costretta ad accettare un lavoro di stenografa presso una ditta dalla dubbia reputazione, dove deve respingere le avances molto poco gradite del suo boss. Demoralizzata e depressa, la donna tenta il suicidio cercando di annegare. Viene però salvata da un giovane scrittore che le offre anche un lavoro. Emma, perduta ogni fiducia negli uomini, non riesce a fidarsi, convinta che anche lui abbia dei secondi fini nei suoi confronti. Quando però le giunge la notizia che il marito è morto in carcere, comincia a capire che il sentimento dello scrittore è sincero.

## Produzione
Il film fu prodotto dall'Astra Film.

## Distribuzione
Il copyright del film, richiesto dalla Pathé Exchange, Inc., fu registrato il 14 ottobre 1916 con il numero LU9318.
Distribuito dalla Pathé Exchange, il film uscì nelle sale cinematografiche USA il 18 settembre 1916.